# 2014 في الدنمارك
فيما يلي قوائم الأحداث التي وقعت خلال عام 2014 في الدنمارك.

## سياسة

### تعيين في المنصب
- 30 يناير – مارتن ليدغارد وزير الخارجية [الإنجليزية]‏.

## رياضة
- 26 يناير – بطولة أوروبا لكرة اليد للرجال 2014 الفائز منتخب فرنسا لكرة اليد.

## أفلام
من الأفلام التي صدرت هذه السنة في الدنمارك:
- 1 يناير – أغنية من البحر من إخراج توم مور.
- 1 يناير – الانتقام من إخراج Kristian Levring [الإنجليزية]‏.
- 15 مايو – عندما تحلم الحيوانات من إخراج Jonas Alexander Arnby ‏.

## وفيات

### فبراير
- 9 فبراير – غابرييل أكسل (مواليد 1918) مخرج أفلام دنماركي.[1]
- 13 فبراير – ريتشارد مولر نيلسون (مواليد 1937)[2]